# Provincia di Luang Namtha
La provincia di Luang Namtha o Luang Nam Tha (in lao ແຂວງຫລວງນໍ້າທາ, Khwaeng Luang Namtha) è una provincia del Laos nord-occidentale con capoluogo Luang Namtha. Nel 2004, la provincia contava su una popolazione di 150 100 abitanti distribuiti su una superficie di 9,3255 km², per una densità di 16,1 ab./km².
La provincia, prevalentemente montuosa, è meta di escursionisti di tutto il mondo. Molti dei percorsi passano tra i villaggi delle molte etnie autoctone presenti, tra le quali i Hmong, i Khui e gli Akha (maggioritari). Dal 2008, il locale piccolo aeroporto è stato adeguato agli ATR 72 della compagnia di bandiera laotiana. Nelle zone frontaliere con la Cina stanno aumentando gli investimenti nel settore dell'albero della gomma da parte dei cinesi.

## Geografia fisica
La provincia di Luang Namtha confina con le province di Bokeo a sud-ovest e di Oudomxay a sud-est, con la provincia cinese dello Yunnan a nord-est e con lo Stato Shan della Birmania a nord-ovest. La frontiera con la Birmania è costituita dal fiume Mekong, che non entra nella provincia. I principali fiumi che la attraversano sono il Nam Tha, il Nam Fa ed il Nam Long.
Tra la fine del XX secolo e l'inizio del XXI, la strada che collega lo Yunnan con il Laos, passante per il distretto di Muang Sing, è stata migliorata con le sovvenzioni del governo cinese, che intende farne l'arteria principale tra lo Yunnan e la Thailandia del Nord. Questa arteria fa parte dell'autostrada asiatica AH3 e ha avuto un ulteriore slancio con l'inaugurazione nel 2013 del quarto ponte dell'amicizia thai-lao al confine tra i due Paesi. La frontiera sino-laotiana su tale strada è aperta solo ai laotiani e ai cinesi. La frontiera accessibile a tutti si trova più ad est, a Boten, lungo la statale 13 che collega lo Yunnan con Vientiane.
All'interno della provincia, si trova l'"Area di Conservazione delle Biodiversità Nazionali", che racchiude parte di una delle più incontaminate foreste pluviali del Paese. Con i finanziamenti statali laotiani, neozelandesi, dell'Unione Europea e dell'UNESCO, sono state sviluppate le strutture che ne hanno fatto una meta dell'ecoturismo.

## Geografia antropica

### Suddivisioni amministrative
La provincia di Luang Namtha è suddivisa nei seguenti cinque distretti (in lao: ເມືອງ, trasl.: mueang):

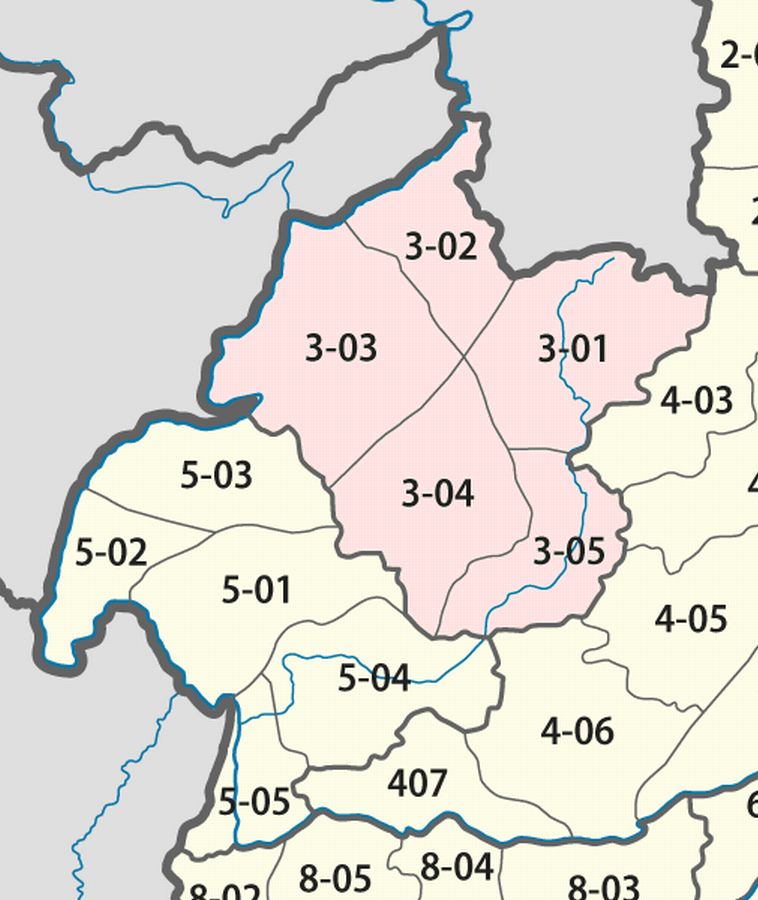
Mappa dei distretti

| Codice | Nome traslitterato del distretto | Nome lao   |
| ------ | -------------------------------- | ---------- |
| 3-01   | mueang Namtha                    | ເມືອງນໍ້າທາ   |
| 3-02   | mueang Sing                      | ເມືອງສີງ     |
| 3-03   | mueang Long                      | ເມືອງລອງ    |
| 3-04   | mueang Viengphoukha              | ເມືອງວຽງພູຄາ |
| 3-05   | mueang Na Le                     | ເມືອງນາແລ   |

## Galleria fotografica delle minoranze etniche della provincia

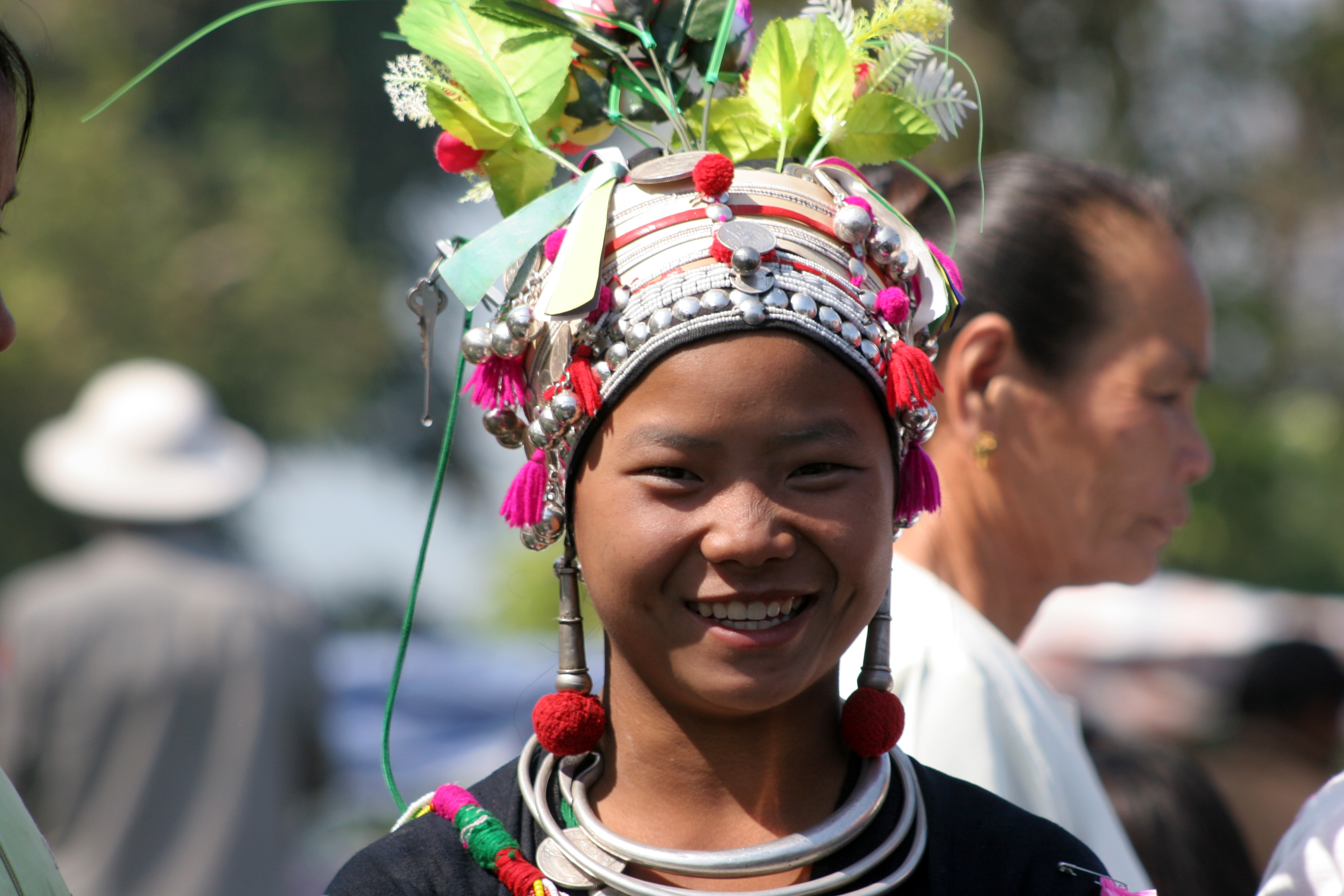
Akha
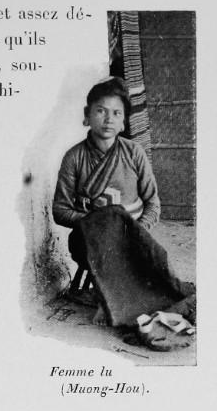
Tai lu
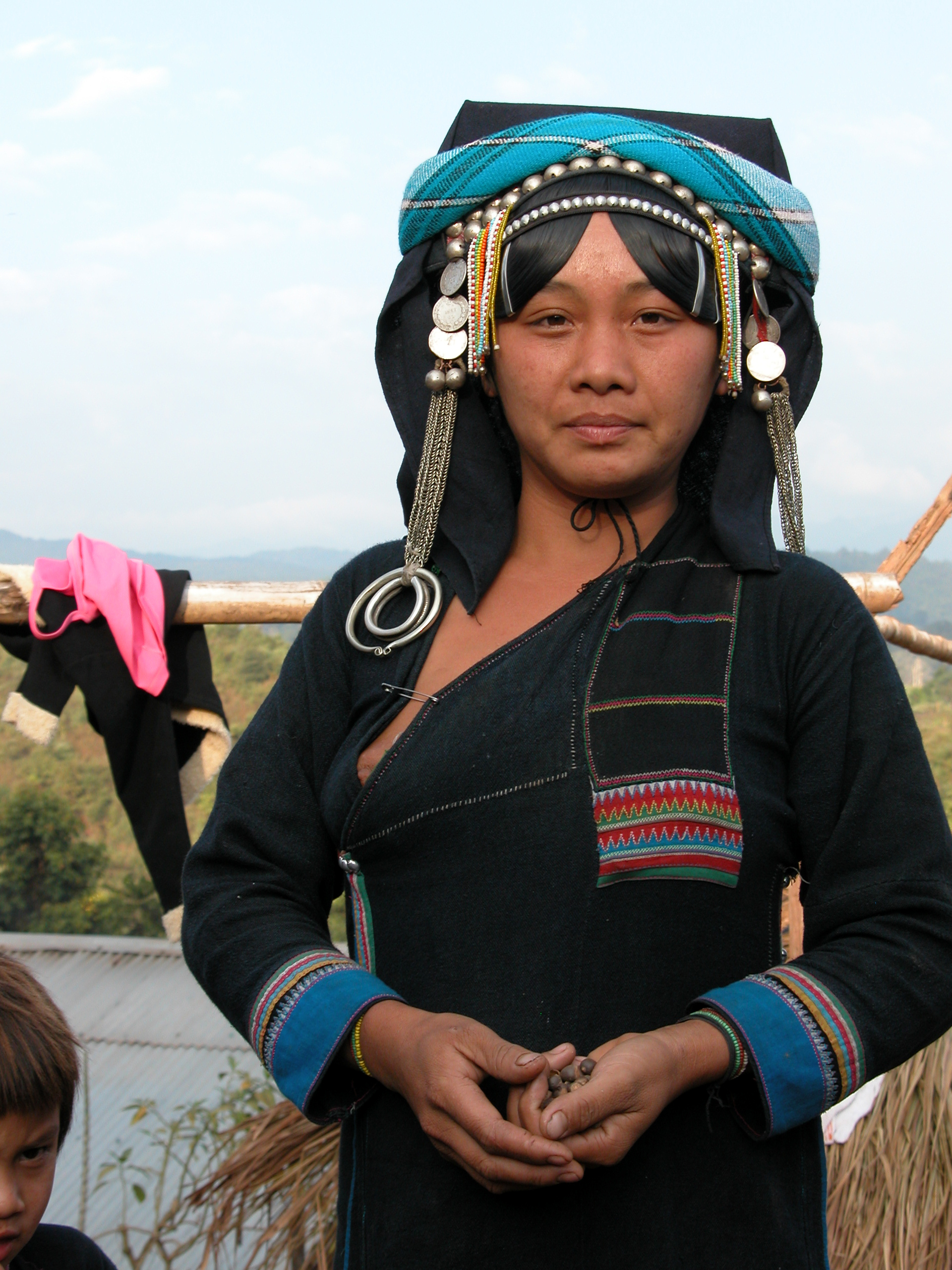
Akha
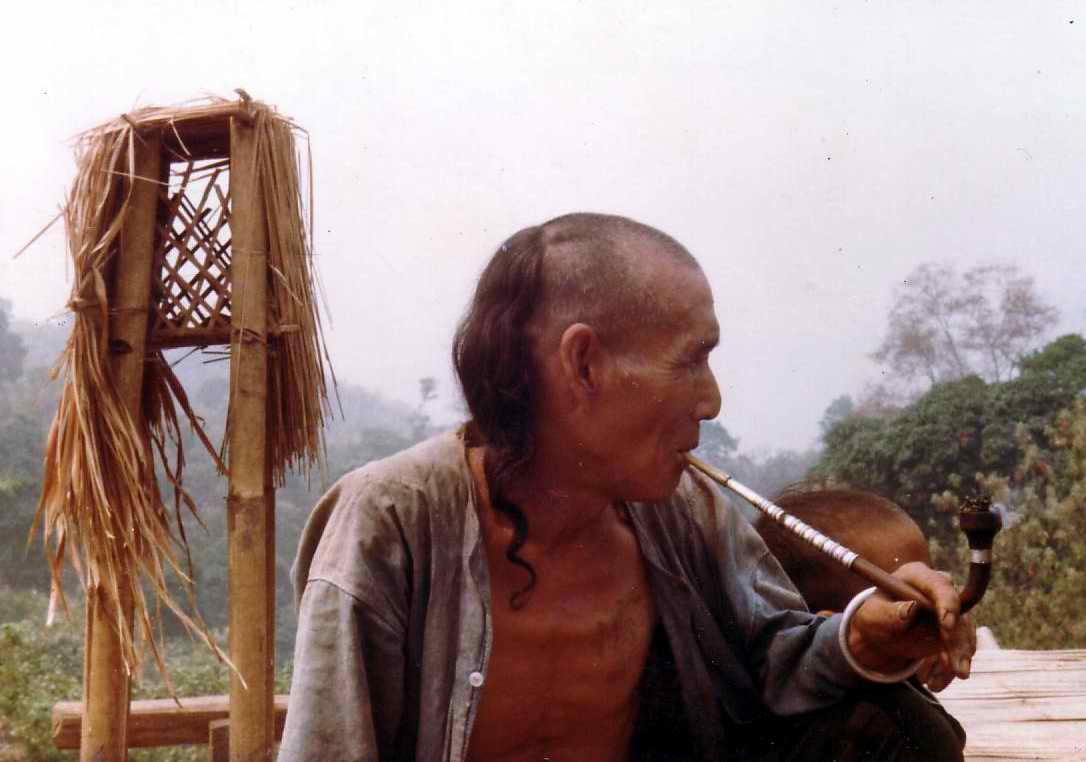
Akha